# Bellmanpriset

Diktaren Erik Axel Karlfeldt, pristagare 1920–1931. Priset instiftades åt honom av konstnären Anders Zorn.

Bellmanpriset, kulturpris instiftat 1920 av makarna Emma och Anders Zorn "för att hedra en verkligt framstående svensk skald". Priset, som från början var 10 000 kr och grundat på avkastningen av den fastighet där källaren Freden i Stockholm ligger, har efter hand höjts till 250 000 kr. Priset delas ut av Svenska Akademien. Enligt testatorns vilja tilldelades Erik Axel Karlfeldt priset från och med 1920 till hans död 1931. Efter detta gavs priset, likaså på livstid, till Albert Engström. Priset blev rörligt 1943, men kan fortfarande förlängas.

## Pristagare

### Med fast pris
- 1920–31 – Erik Axel Karlfeldt
- 1932–42 – Albert Engström

### Med rörligt pris
- 1943 – Bo Bergman
- 1944 – Vilhelm Ekelund
- 1945 – Pär Lagerkvist
- 1946 – Sigfrid Siwertz
- 1947 – Anders Österling
- 1948 – Hjalmar Gullberg
- 1949 – Bertil Malmberg
- 1950 – Evert Taube
- 1951 – Harry Martinson
- 1952 – Erik Blomberg
- 1953 – Gunnar Ekelöf
- 1954 – Johannes Edfelt
- 1955 – Nils Ferlin
- 1956 – Rabbe Enckell
- 1957 – Olof Lagercrantz
- 1958 – Erik Lindegren
- 1959 – Werner Aspenström
- 1960 – Karl Vennberg
- 1961 – Gunnar Ekelöf
- 1962 – Harry Martinson
- 1963 – Elsa Grave
- 1964 – Artur Lundkvist
- 1965 – Sven Alfons
- 1966 – Bo Bergman och Tomas Tranströmer
- 1967 – Gunnar Ekelöf och Östen Sjöstrand
- 1968 – Lars Forssell
- 1969 – Anders Österling
- 1970 – Ebba Lindqvist
- 1971 – Johannes Edfelt
- 1972 – Stig Sjödin
- 1973 – Sandro Key-Åberg
- 1974 – Birger Norman
- 1975 – Petter Bergman
- 1976 – Maria Wine
- 1977 – Karl Ragnar Gierow
- 1978 – Bo Setterlind
- 1979 – Göran Sonnevi
- 1980 – Werner Aspenström
- 1981 – Lars Forssell
- 1982 – Artur Lundkvist
- 1983 – Tobias Berggren
- 1984 – Bengt Emil Johnson
- 1985 – Kjell Espmark
- 1986 – Solveig von Schoultz
- 1987 – Ragnar Thoursie
- 1988 – Lennart Sjögren
- 1989 – Folke Isaksson
- 1990 – Lars Gustafsson
- 1991 – Ingemar Leckius
- 1992 – Gunnar Harding
- 1993 – Anna Rydstedt
- 1994 – Katarina Frostenson
- 1995 – Lars Lundkvist
- 1996 – Lasse Söderberg
- 1997 – Eva Runefelt
- 1998 – Björner Torsson
- 1999 – Bruno K. Öijer
- 2000 – Jesper Svenbro
- 2001 – Olle Adolphson
- 2002 – Kristina Lugn
- 2003 – Tua Forsström
- 2004 – Gunnar D. Hansson
- 2005 – Eva Ström
- 2006 – Stig Larsson
- 2007 – Claes Andersson
- 2008 – Arne Johnsson
- 2009 – Ann Jäderlund
- 2010 – Magnus William-Olsson
- 2011 – Birgitta Lillpers
- 2012 – Lars Norén
- 2013 – Eva-Stina Byggmästar
- 2014 – Ingela Strandberg
- 2015 – Barbro Lindgren
- 2016 – Göran Sonnevi
- 2017 – Lennart Sjögren
- 2018 – Tua Forsström
- 2019 – Gösta Ågren
- 2020 – Eva Runefelt
- 2021 – Åsa Maria Kraft
- 2022 – Jenny Tunedal
- 2023 – Agneta Enckell
- 2024 – Nils-Åke Hasselmark[2]

## Galleri

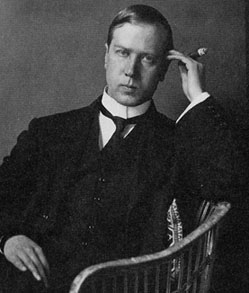
Vilhelm Ekelund, pristagare 1944
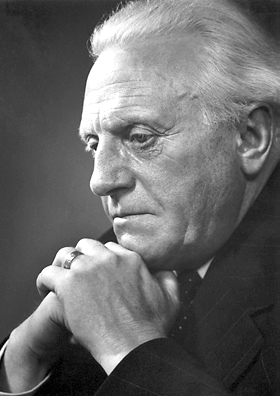
Pär Lagerkvist, pristagare 1945
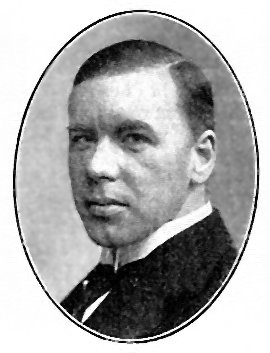
Anders Österling, pristagare 1947 & 1969
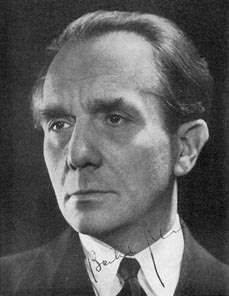
Bertil Malmberg, pristagare 1949
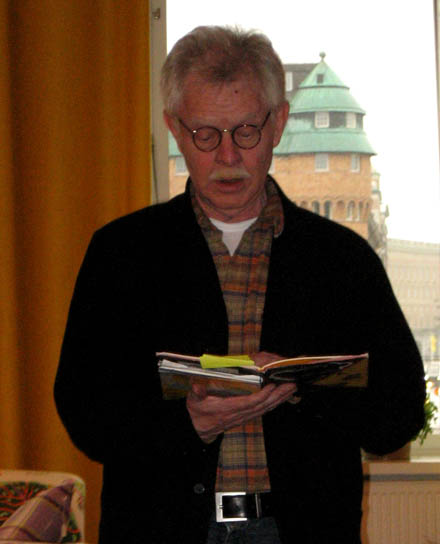
Gunnar Harding, pristagare 1992
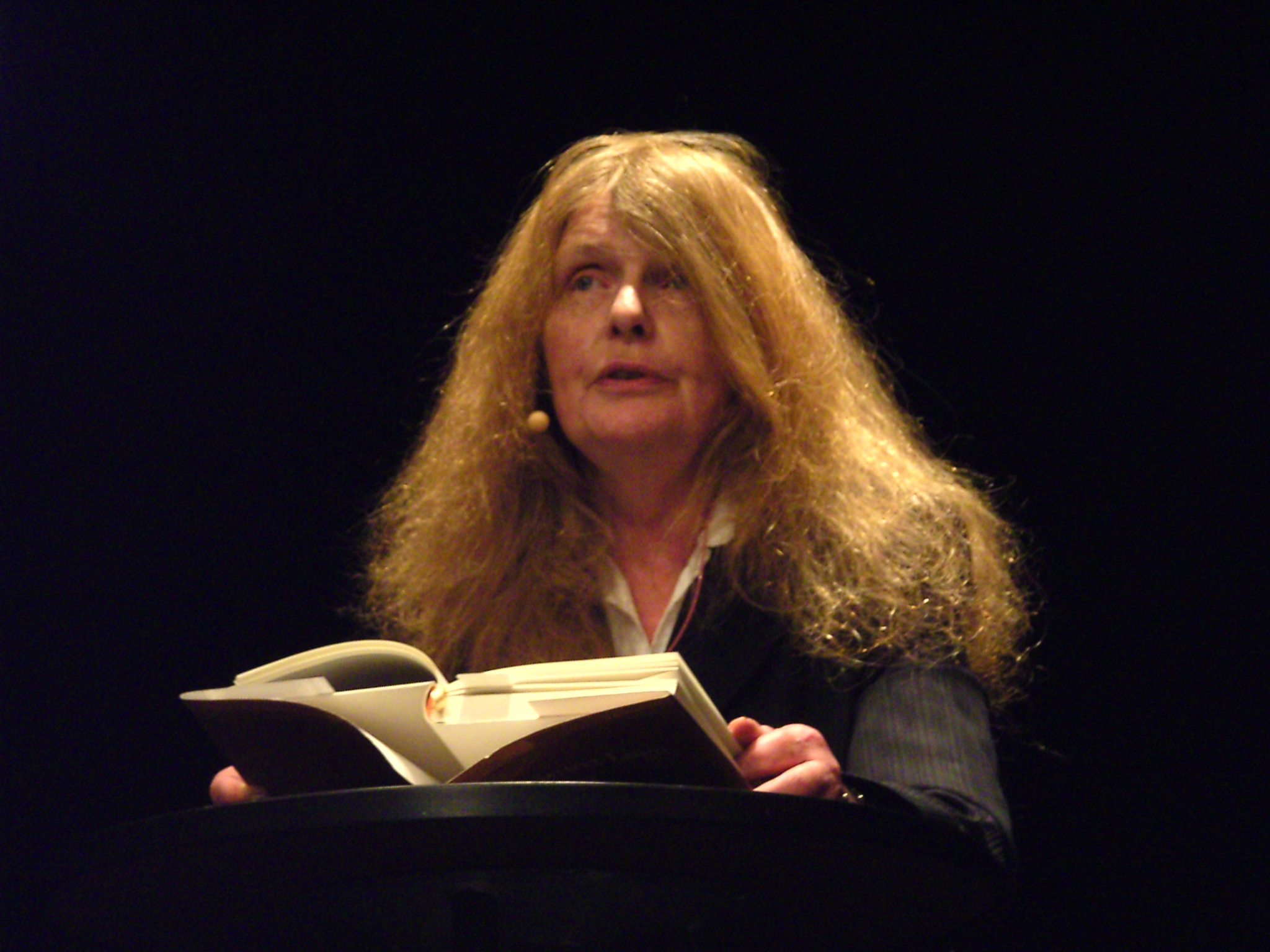
Kristina Lugn, pristagare 2002
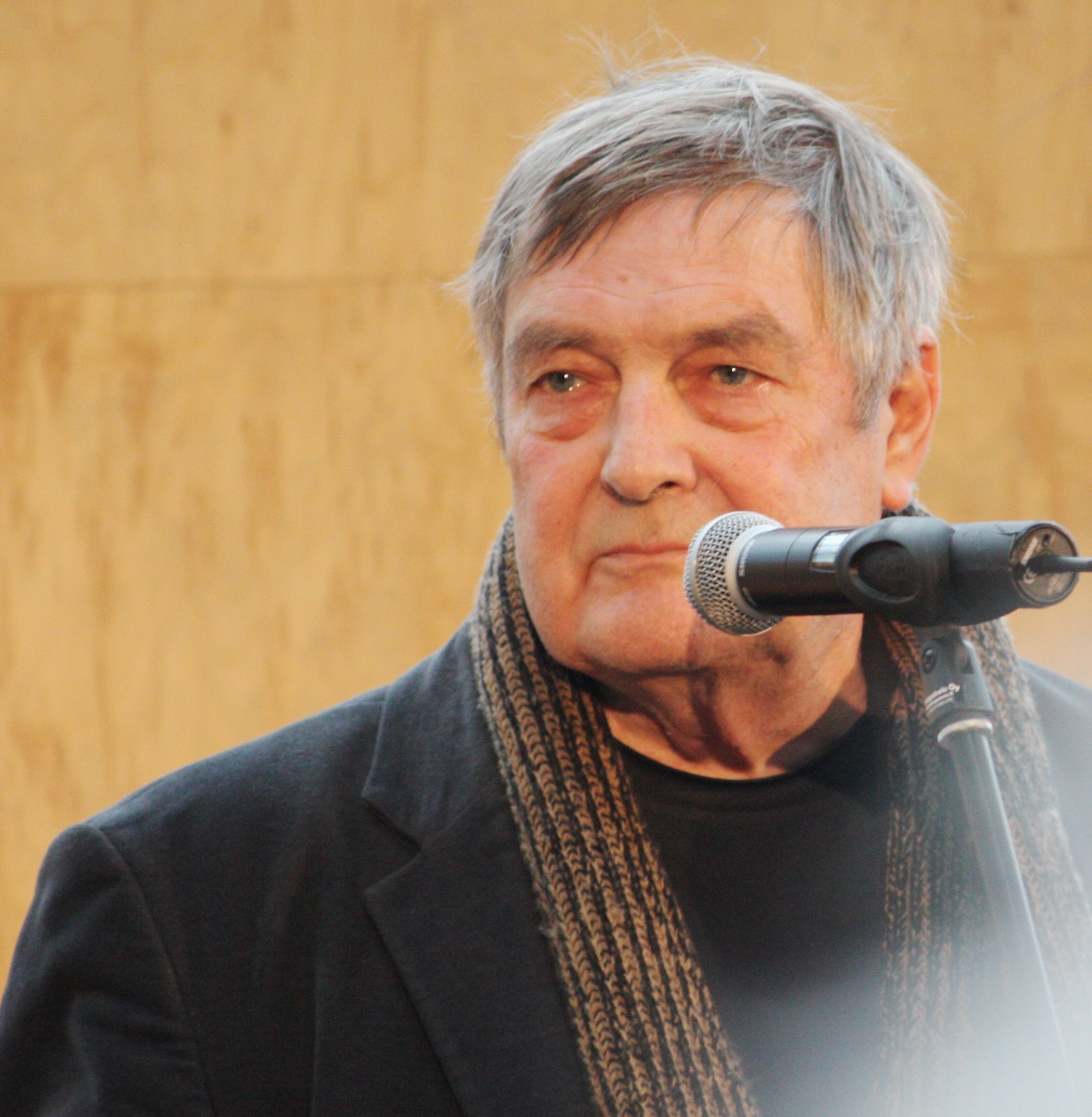
Claes Andersson, pristagare 2007
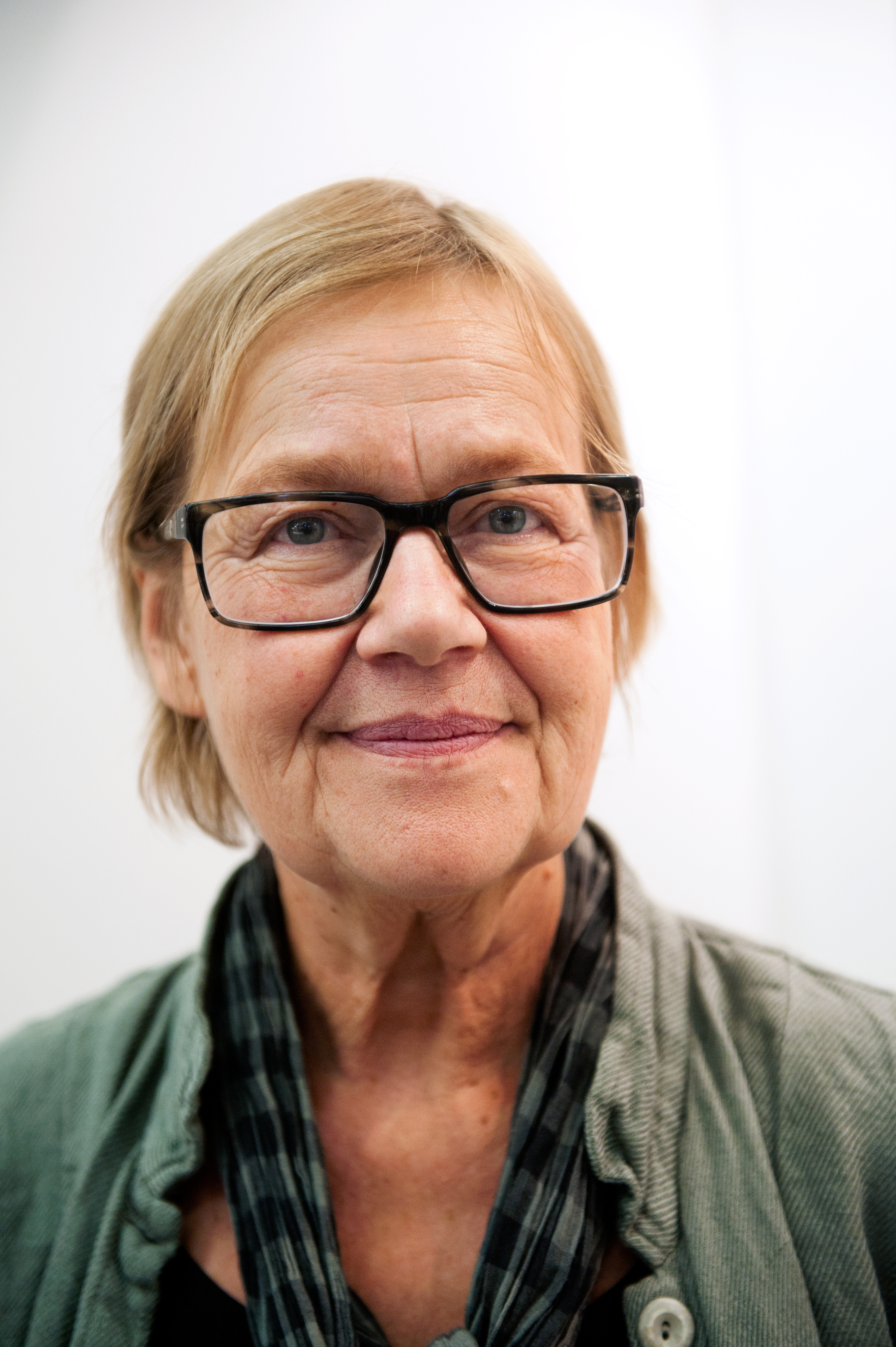
Tua Forsström, pristagare 2003 & 2018